# Bursting at the Seams
Bursting at the Seams is het zesde muziekalbum van de Britse band Strawbs. Het vormt in de geschiedenis van de band het begin van het Lambert-tijdperk.
Tony Hooper heeft de band verlaten, volgens hem ging de band te veel de rocktoer op, terwijl hij meer van de folk was. Het is vreemd dat het dan vlak voor dit album gebeurt, want Grave New World bevatte meer rock dan dit album. Strawbs trekken Dave Lambert van Fire aan, een gitarist die (zegt hij zelf) beïnvloed is door Pete Townsend van The Who. Dit album bevat hun grootste hit Part of the Union, geschreven door Hudson-Ford.
Door die hit heeft de Strawbs eindelijk wat financiële middelen, echter Hudson en Ford hielpen Strawbs naar de meer rockachtige muziek op, maar op dit album blijven zij nu juist achter wat betreft de rock. Zij kunnen zich niet verenigen met de gang van zaken, Weaver en Lambert proberen neutraal te blijven, maar Cousins drijft als enig overgebleven oprichter zijn zin door. Blue Weaver vertrekt naar Mott the Hoople; en Hudson en Ford gaan samen verder onder de naam Hudson Ford, later The Monks. Lambert gaat als enige met Cousins verder.

## Musici
- Dave Cousins – zang, gitaar, dulcimer
- Dave Lambert – zang, gitaar
- John Ford – zang, basgitaar
- Blue Weaver – toetsen
- Richard Hudson – slagwerk, zang, sitar.

## Composities
1. Flying (Cousins)(4:48)
2. Lady Fuchsia (Hudson-Ford)(3:58)
3. Stormy down (Cousins)(2:44)
4. The river (Cousins)(2:20)
5. Down by the sea (Cousins)(6;15)
6. Part of the Union (Hudson-Ford) (2:55)(single)
7. Tears and Pavan (6:35)
  1. Tears (Cousins)
  2. Pavan (Hudson-Ford-Cousins)
8. The winter and the summer (Lambert)(4:08)
9. Lay down (Cousins)(4:30)(single)
10. Thank you (Weaver-Cousins)(2:11)

Thank you is een opname met een kinderkoor, zo te horen opgenomen in een gymlokaal. Geluidstechnicus in Tom Allom. De geremasterde heruitgave bevat drie bonustracks die niet op het album zelf waren te vinden: Will you go, Back side en de singleversie van Lay Down. Bij de elpee en eerste cd-versie was de track The river na Down by the sea geplaatst, dat had te maken met het feit dat de elpee de hevige baslijn in The river nabij het label niet goed kon weergeven; de eerste cd-versie nam dat over; bij de geremasterde versie is The river op de juiste plaats terechtgekomen (aldus Cousins).